# Letts-Nitrilsynthese
Bei der Letts-Nitril-Synthese handelt es sich um die Umsetzung von aromatischen Carbonsäuren mit Metallthiocyanaten (z. B. Kaliumthiocyanat), was die Herstellung aromatischer Nitrile ermöglicht. Zuerst beschrieb der britische Chemiker Edmund A. Letts (1852–1918) diese später nach ihm benannte Reaktion. Am Beispiel der Umsetzung von Benzoesäure lautet die Reaktionsgleichung: